# Портуньол
Портуньо́л, или портуньо́ль (исп. Portuñol, порт. Portunhol, также известный как исп. fronterizo, порт. fronteiriço, букв. «приграничный» или misturado букв. «смешанный») — смешанный разговорный язык на границах ареалов близкородственных испанского и португальского языков (Латинская Америка, особенно северный Уругвай, Бразилия, а также в Европе — в Португалии).

## Общие сведения
Портуньол является лингва-франка, или упрощенной смесью из двух языков, что позволяет людям, которые говорят на испанском или португальском, и не владеют другим языком, общаться друг с другом.
Если носитель одного из языков будет пытаться говорить на другом языке, то часто возникают «помехи» от родного языка, который вызывает явление «переключения кодов».
Поскольку португальский и испанский являются близкими романскими языками, такие диалоги можно вести относительно свободно. Эти языки имеют почти идентичные синтаксические структуры и схожий словарный запас, что означает, что при смешивании возникает одна макро-грамматика. Например, фраза en el hueco de la noite longa e langue иллюстрирует переключение кодов между испанским артиклем la и португальским существительным noite.
Языковой контакт между испанским и португальским языками — результат длительного контакта между двумя языками в приграничных регионах и условиях многоязычной торговли. Такие регионы включают пограничные районы между Португалией и Испанией на Пиренейском полуострове, а также в районах между португалоязычной Бразилией и испаноязычными соседними странами, например Уругвай и Парагвай. Поскольку портуньол возникает спонтанно в результате случайного смешения испанского и португальского языков, он бывает весьма разнообразным; Не существует единого диалекта или стандарта портуньола. Однако, как правило, присутствие испанского в портуньоле сильнее.
В последние годы портуньол начал появляться не только в повседневной речи, но и в других сферах. Он стал литературным средством, особенно в Уругвае и Бразилии. Мария Хесус Фернандес Гарсия описывает его как «лингвистический отдых от настоящего языка». Тем не менее, она говорит о том, что литература только изредка обеспечивает истинное представление о портуньоле, и что авторы часто выбирают только некоторые характерные особенности портуньола. Одним из важных литературных произведений, написанных на портуньоле, является Mar paraguayo бразильского автора Вилсона Буэно. Приведенный ниже отрывок показывает смешение испанского и португальского в этом романе.

## Примеры использования
| Португальский | Портуньол | Испанский |
| --- | --- | --- |
| Hoje me vejo diante de seu olhar de morto, este homem que me faz dançar castanholas na cama, que me faz sofrer, que me faz, que me construiu de dor e sangue, o sangue que verteu minha vida amarga. Desde seus ombros, meu destino igual àquele feito de um punhal na chave direita do coração.1 Agora neste momento, eu não sei o que falar com sua cara dura, roxos2 os olhos soterrados, estes que eram meus olhos. | Hoy me vejo adelante de su olhar de muerto, este hombre que me hace dançar castanholas en la cama, que me hace sofrir, que me hace, que me há construído de dolor y sangre, la sangre que vertiô mi vida amarga. Desde sus ombros, mi destino igual quel hecho de uno punhal en la clave derecha del corazón.1 Ahora en neste momento, yo no sê que hablar com su cara dura, rojos2 los olhos soterrados, estos que eram mis ojos. | Hoy me veo delante de su mirada de muerto, este hombre que me hace bailar castañuelas en la cama, que me hace sufrir, que me hace, que me ha construido de dolor y sangre, la sangre que vertió mi vida amarga. Desde sus hombros, mi destino igual aquél hecho de un puñal en la clave derecha del corazón.1 Ahora en este momento, yo no sé qué hablar con su cara dura, rojos2 los ojos soterrados, estos que eran mis ojos. |
| Notes: 2 rojo/roxo — ложные друзья переводчика, означают «красный» на испанском и «фиолетовый» на португальском. Из-за этого непонятно, какой цвет имел в виду автор. Однако, исходя из контекста и описательной реальности, более вероятны "красные глаза", нежели "фиолетовые". | | |

Появление вызывает два различных отношения к его существованию: с одной стороны, это рассматривается как результат лени людей, не желающих выучить другой язык; с другой стороны он рассматривается как логичный продукт глобализации.
По мнению Франсиско А. Маркоса Марина (Francisco A. Marcos Marín), сложно предвидеть будущее портуньола, так как сложно выделить, какие из тенденций являются постоянными, а какие — нет.